# Tectaria torrisiana
Tectaria torrisiana là một loài dương xỉ trong họ Tectariaceae. Loài này được Shaffer-Fehre mô tả khoa học đầu tiên năm 2007.
Danh pháp khoa học của loài này chưa được làm sáng tỏ. 